# Mer des Ténèbres
La mer des Ténèbres (Mare Tenebrarum ou Mare Tenebrosum en latin, Bahr al-Zulumat en arabe) était un nom médiéval de l'océan Atlantique, inaccessible aux marins de l'époque. Considéré comme un lieu de la mort sans sépulture, une sorte de marécage peuplé de monstres, hérissé de rochers dangereux et envahi par une brume épaisse, il inspirait une peur superstitieuse, les marins pensant que les navires s'y engluaient.
À la fin du XIIIe siècle, l'historien Ibn Khaldoun écrit :

« [l'océan Atlantique est] un océan vaste et sans limites, dans lequel les navires n'osent pas s'aventurer hors de vue des côtes, car même si les marins connaissaient la direction des vents, ils ne pouvaient pas savoir où ceux-ci les emporteraient, car il n'y avait pas de territoire habité au-delà, et ils couraient le risque de se perdre dans les brumes et les ténèbres. »

Au début du XVe siècle, elle correspond à l'océan au-delà du cap Bojador (surnommé le Cabo do Medo par les Portugais ou « cap de la Peur », dans l'actuel Sahara Occidental), le point le plus austral atteint par les explorateurs européens ou arabes, dont le franchissement était réputé impossible en raison des vents et des courants. Les Portugais pensaient qu'au niveau de l'Équateur, l'eau bouillonnait et la peau devenait noire.

## Franchissement du cap Bojador

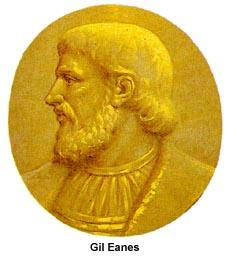
Gil Eanes.

C’est en 1434 que le navigateur portugais Gil Eanes parvient à passer le cap avec quinze hommes dans un bateau partiellement couvert d'à peine 30 tonneaux, disposant d'un seul mât, d'une voile ronde unique, et mû à la rame. Eanes manœuvre vers le large pendant une journée pour se rabattre ensuite. Le cap était derrière lui. Ce franchissement constitue une étape essentielle : il ouvre une très large partie de l’Afrique et une nouvelle route des Indes aux navigateurs portugais.

## Source
- (en) Paul Lunde, Pillars Of Hercules, Sea Of Darkness lire en ligne